# Losne
Losne és un municipi francès, situat al departament de la Costa d'Or i a la regió de Borgonya - Franc Comtat. L'any 2007 tenia 1.492 habitants.

## Demografia

### Població
El 2007 la població de fet de Losne era de 1.492 persones. Hi havia 574 famílies, de les quals 172 eren unipersonals (78 homes vivint sols i 94 dones vivint soles), 205 parelles sense fills, 189 parelles amb fills i 8 famílies monoparentals amb fills.
La població ha evolucionat segons el següent gràfic:
Habitants censats

### Habitatges
El 2007 hi havia 680 habitatges, 606 eren l'habitatge principal de la família, 42 eren segones residències i 32 estaven desocupats. 576 eren cases i 101 eren apartaments. Dels 606 habitatges principals, 466 estaven ocupats pels seus propietaris, 127 estaven llogats i ocupats pels llogaters i 12 estaven cedits a títol gratuït; 11 tenien una cambra, 48 en tenien dues, 95 en tenien tres, 160 en tenien quatre i 291 en tenien cinc o més. 424 habitatges disposaven pel capbaix d'una plaça de pàrquing. A 289 habitatges hi havia un automòbil i a 228 n'hi havia dos o més.

### Piràmide de població
La piràmide de població per edats i sexe el 2009 era:
| Homes | Edats   | Dones |
| ----- | ------- | ----- |
| 0     | 95 o +  | 0     |
| 4     | 90 a 94 | 0     |
| 4     | 85 a 89 | 28    |
| 4     | 80 a 84 | 8     |
| 60    | 75 a 79 | 32    |
| 28    | 70 a 74 | 52    |
| 40    | 65 a 69 | 44    |
| 28    | 60 a 64 | 44    |
| 36    | 55 a 59 | 24    |
| 56    | 50 a 54 | 36    |
| 40    | 45 a 49 | 36    |
| 60    | 40 a 44 | 44    |
| 36    | 35 a 39 | 52    |
| 41    | 30 a 34 | 52    |
| 28    | 25 a 29 | 37    |
| 20    | 20 a 24 | 32    |
| 60    | 15 a 19 | 44    |
| 32    | 10 a 14 | 64    |
| 36    | 5 a 9   | 60    |
| 16    | 0 a 4   | 30    |

## Economia
El 2007 la població en edat de treballar era de 907 persones, 654 eren actives i 253 eren inactives. De les 654 persones actives 566 estaven ocupades (316 homes i 250 dones) i 87 estaven aturades (33 homes i 54 dones). De les 253 persones inactives 79 estaven jubilades, 82 estaven estudiant i 92 estaven classificades com a «altres inactius».

### Ingressos
El 2009 a Losne hi havia 639 unitats fiscals que integraven 1.623 persones, la mediana anual d'ingressos fiscals per persona era de 16.567 €.

### Activitats econòmiques

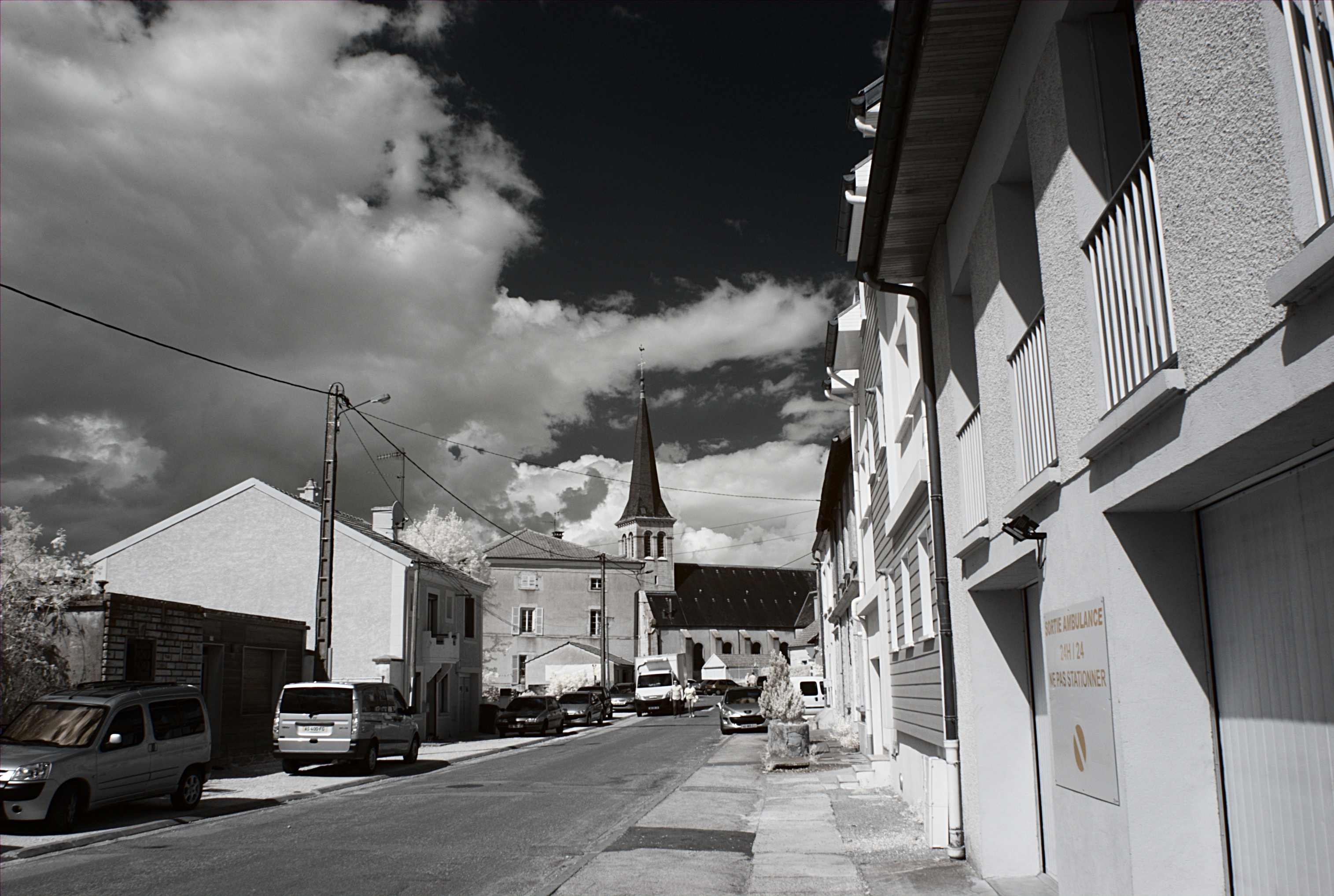
Carrer dels Plàtans en infraroig

Dels 45 establiments que hi havia el 2007, 1 era d'una empresa alimentària, 2 d'empreses de fabricació d'altres productes industrials, 18 d'empreses de construcció, 11 d'empreses de comerç i reparació d'automòbils, 5 d'empreses de transport, 2 d'empreses d'hostatgeria i restauració, 1 d'una empresa financera, 2 d'empreses de serveis, 1 d'una entitat de l'administració pública i 2 d'empreses classificades com a «altres activitats de serveis».
Dels 19 establiments de servei als particulars que hi havia el 2009, 2 eren tallers de reparació d'automòbils i de material agrícola, 4 paletes, 6 guixaires pintors, 1 fusteria, 2 lampisteries, 1 electricista, 1 empresa de construcció, 1 perruqueria i 1 restaurant.
Dels 3 establiments comercials que hi havia el 2009, 1 era una botiga de menys de 120 m², 1 una llibreria i 1 una joieria.
L'any 2000 a Losne hi havia 23 explotacions agrícoles que ocupaven un total de 1.568 hectàrees.

## Equipaments sanitaris i escolars
L'únic equipament sanitari que hi havia el 2009 era una ambulància.
El 2009 hi havia 1 escola maternal i 1 escola elemental.

## Poblacions més properes

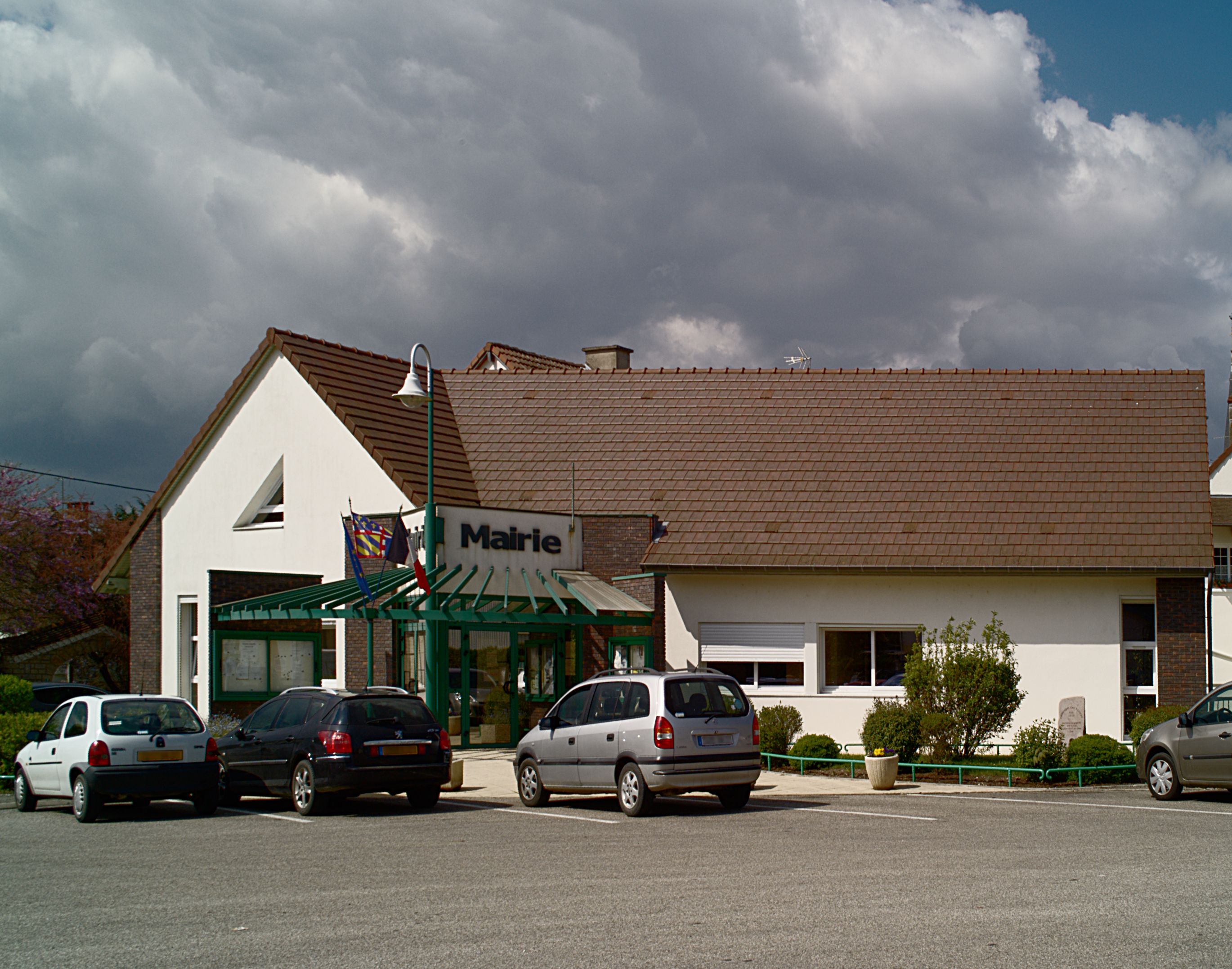
Ajuntament

El següent diagrama mostra les poblacions més properes.